# غاريث أينوورث
غاريث أينوورث (بالإنجليزية: Gareth Ainsworth)‏ (10 مايو 1973 ببلاكبرن في المملكة المتحدة - ) هو مدرب كرة قدم ولاعب كرة قدم بريطاني في مركز الوسط. لعب مع بريستون نورث إيند وبلاكبيرن روفرز وبورت فايل وكارديف سيتي وكامبريدج يونايتد وكوينز بارك رينجرز ونادي والسول ونورثويتش فيكتوريا ولينكولن سيتي أف سي ونادي ويمبلدون وويكمب وندررز.

## وصلات خارجية
- غاريث أينوورث على موقع قاعدة بيانات كرة القدم.إي يو (الإنجليزية)
- غاريث أينوورث على موقع Soccerbase.com (لاعب) (الإنجليزية)
- غاريث أينوورث على موقع عالم كرة القدم.نت (الإنجليزية)